# Eurycorypha darlingi
Eurycorypha darlingi är en insektsart som beskrevs av Boris Petrovich Uvarov 1936. Eurycorypha darlingi ingår i släktet Eurycorypha och familjen vårtbitare. Inga underarter finns listade i Catalogue of Life.